# Negoziazione assistita
La negoziazione assistita è un istituto giuridico dell'ordinamento italiano che consiste nella risoluzione di una lite su diritti disponibili tramite la sottoscrizione di una convenzione di negoziazione, un impegno affinché la controversia si risolva in modo amichevole. 
Introdotta e disciplinata dal decreto legge 12 settembre 2014, n. 132 - convertito con modificazioni dalla legge 10 novembre 2014 n. 162 - risponde alla necessità di assicurare una maggiore funzionalità ed efficienza della giustizia civile traslando dal piano giudiziario a quello della cooperazione tra le parti la risoluzione di controversie non riguardanti diritti indisponibili (art. 2, comma 2, lett. b).
La negoziazione è assistita da avvocati iscritti all'Albo anche ai sensi dell'art. 6 del Decreto Legislativo 2 febbraio 2001, n.96 che hanno il dovere deontologico di informare il proprio cliente della possibilità di ricorrere alla convenzione.

## Oggetto della negoziazione
Ai sensi dell'art. 3 del succitato decreto, l'invito all'altra parte a stipulare la convenzione di negoziazione assistita costituisce condizione di procedibilità della domanda giudiziale quando la controversia ha ad oggetto il risarcimento del danno da circolazione di veicoli e natanti o il pagamento a qualsiasi titolo di somme non eccedenti 50.000,00 €, fuori però dai casi ex art. 5, comma 1 bis del Decreto Legislativo 4 marzo 2010, n. 28.
È invece facoltativo l'invito alla negoziazione per le soluzioni consensuali di separazione personale dei coniugi, di cessazione degli effetti civili o di scioglimento del matrimonio, di modifica delle condizioni di separazione o di divorzio (art.6), fatto salvo il caso in cui ci si trovi in presenza di figli minori, figli maggiorenni incapaci o portatori di handicap grave ovvero economicamente non autosufficienti.

## Procedura
Il procedimento prende avvio con l'inoltro all'altra parte di un invito a stipulare una convenzione di negoziazione assistita che deve contenere:
- oggetto della controversia;
- avvertimento che la mancata risposta all'invito entro trenta giorni dalla ricezione o il suo rifiuto può essere valutato dal giudice ai fini delle spese di giudizio e di quanto previsto dagli articoli 96 e 642, comma 1 del codice di procedura civile;
- firma della parte che formula l'invito autenticata dall'avvocato.

In caso di accordo sui termini della convenzione questa verrà sottoscritta dalle parti e dai rispettivi difensori e costituirà titolo esecutivo e per l'iscrizione di ipoteca giudiziale.
Questo procedimento definito dalla legge come "convenzione di negoziazione assistita da uno o più avvocati" è stato introdotto nell'ordinamento italiano a decorrere dal  9 febbraio 2015 per effetto del decreto legge 12 settembre 2014, n. 132.